# Colegio de los Agustales

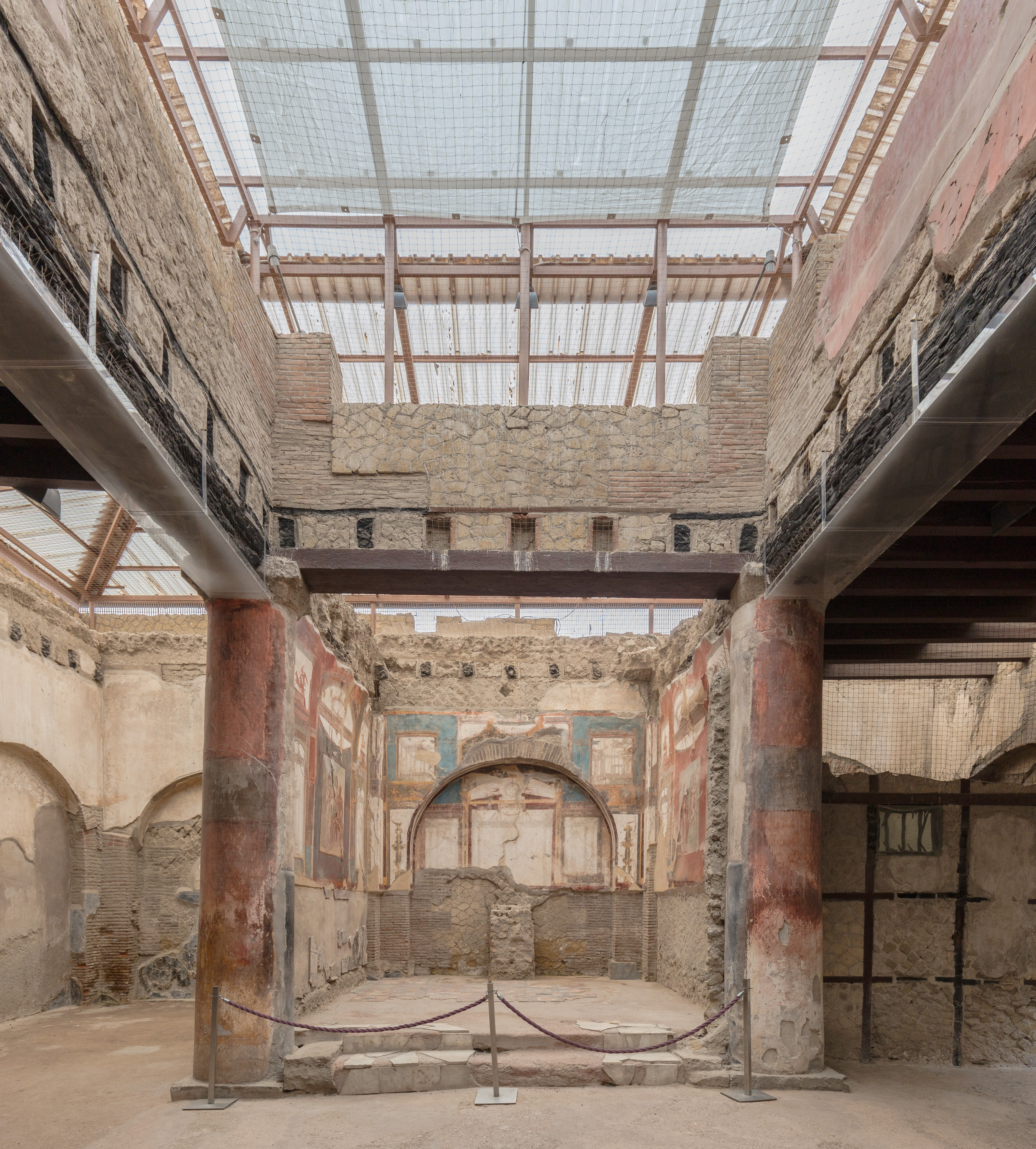
Santuario.

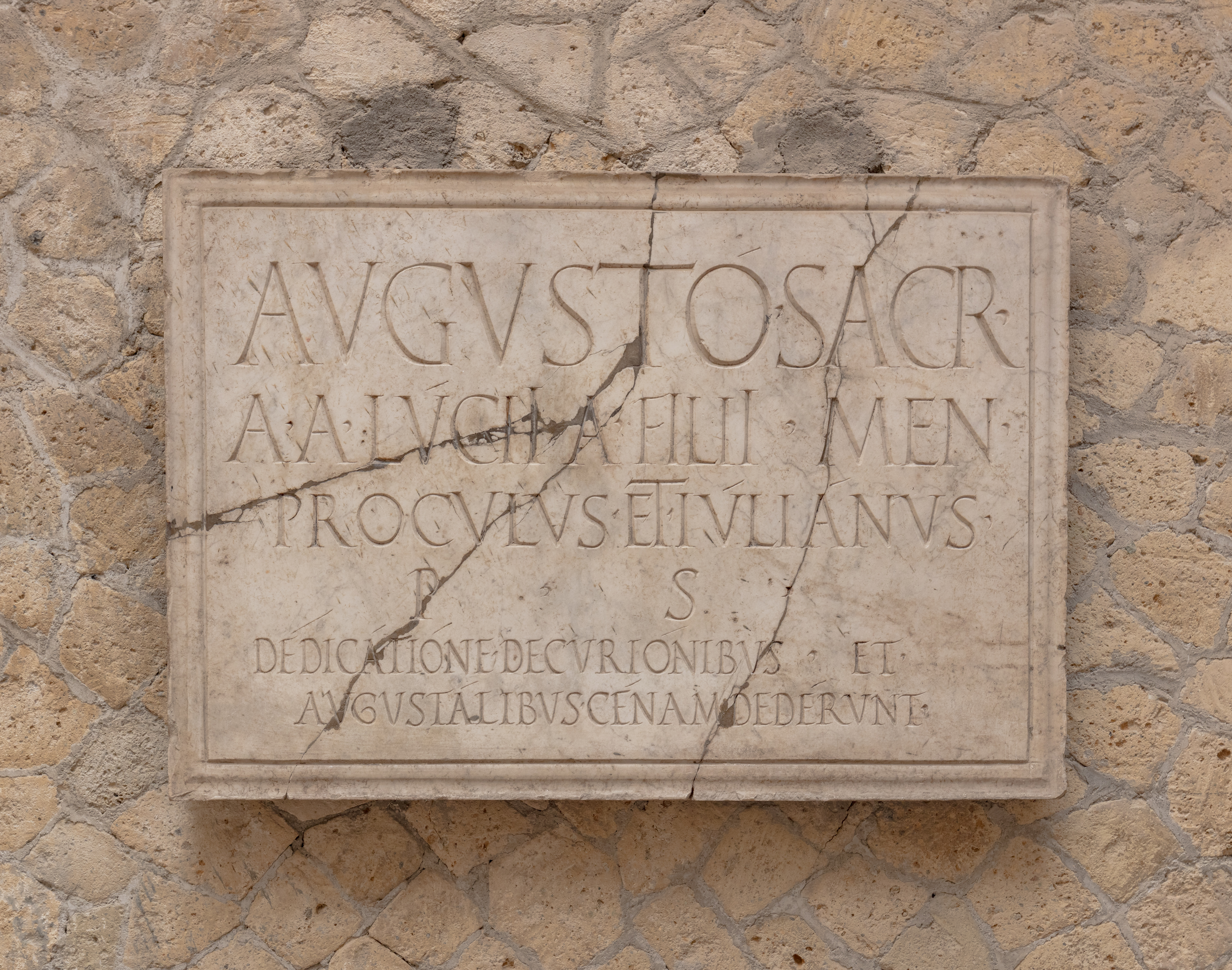
Inscripción.

El Colegio de los Agustales, en italiano Collegio degli Augustali, también conocido como Sede degli Augustali, fue un lugar de reunión de los Augustales, que organizaron el culto imperial a Augusto en Herculano (Ínsula VI, 21, 24). El edificio es de particular interés por sus pinturas murales bien conservadas y de alta calidad y es una de las atracciones de la ciudad. Fue excavado de forma no sistemática entre 1740 y 1743, y los excavadores retiraron las estatuas y el suelo de mármol. De esta época surge un plan inicial.  El edificio fue completamente descubierto entre 1960 y 1962 bajo la dirección de Amedeo Maiuri. Debido a las excavaciones anteriores sólo hubo unos pocos hallazgos. Una inscripción registra que Aulus Lucius y Aulus Lucius Iulianus encargaron la construcción de una estatua a finales del período de Augusto. Los dos también ofrecieron un banquete el día de la inauguración.
El edificio se encuentra en el centro de la ciudad antigua, frente a la Basílica Noniana, y consta de una sala sostenida por cuatro columnas. El edificio hace esquina de la ínsula y está completamente rodeado por calle, excepto la parte contigua a la casa del Colonnato Tuscanico. Hay dos habitaciones más pequeñas y sin decoración a la izquierda y a la derecha de la entrada. En el centro de la sala actual hay una sala pintada: el santuario (Sanktuarium). Frente a él hay dos bases de estatuas que alguna vez portaron estatuas de Cayo Julio César y Augusto . La sala real, por otro lado, era bastante sencilla. La zona de la base es negra, la pared de arriba sólo está revocada de blanco.
No se sabe con certeza qué deidad era adorada en el santuario. En las dos paredes laterales del santuario hay pinturas de grandes figuras en el cuarto estilo. En el muro norte se pueden ver Hércules, Aqueloo y Deïaneira. Hércules, Minerva y Juno (o Hebe) aparecen en el muro sur. La pared del fondo sólo muestra arquitectura y en su día hubo una arquitectura. La base todavía está presente. La preferencia por Hércules en las pinturas no es ciertamente una coincidencia. Según Dionisio de Halicarnaso, se dice que la ciudad fue fundada por el semidiós. Es posible que el santuario estuviera dedicado a él. Éste fue construido luego de la destrucción causada por el terremoto del año 62 d. C.